# Robinho Pinga
Róbson André Costa Blazykowski Cerqueira (Cabo Frio, 19 de abril de 1974 — Rio de Janeiro, 31 de dezembro de 2007), mais conhecido como Robinho Pinga, foi um criminoso brasileiro que agia no tráfico de drogas do Rio de Janeiro.

## Prisão
Preso em Sorocaba no dia 23 de dezembro de 2005, foi enviado à Catanduvas em janeiro de 2007.

## Crime
Apesar da alegada religiosidade, "Robinho" ficou conhecido por atos de crueldade com suas vítimas.

## Morte
Morreu de câncer no cérebro no final de 2007.